# Günther Krauss (Rechtswissenschaftler)
Günther Krauss (manchmal auch Günther Krauß; * 2. Januar 1911; † 7. September 1989) war ein deutscher Rechtswissenschaftler und Notar, der als Schüler Carl Schmitts bekannt wurde.

## Leben
Krauss war der Sohn des Ehepaares Josef Krauss (1876–1944, Notar) und Eleonore Krauss (1889–1972, geb. Frenken). Seine Mutter war eine Tochter des Zentrum-Politikers Josef Frenken, der ab 1925 Reichsjustizministers war.
Krauss legte 1929 am Kölner Dreikönigsgymnasium das Abitur ab. Nachdem er offenbar zuerst überlegte, Theologie zu studieren, nahm er in Berlin das Studium der Rechtswissenschaften auf und wechselte zum Wintersemester 1931/1932 nach Köln. Dort bestand er am 27. Oktober 1933 die Erste juristische Staatsprüfung. Des Weiteren studierte er in Paris und München. In Paris kam er in Kontakt mit dem Renouveau catholique, von dem er in seinem Denken stark beeinflusst wurde. Er betätigte sich zu dieser Zeit in jungrevolutionären Kreisen, publizierte in diesem Zusammenhang pseudonym (u. a.: Clemens Lang) in mehreren Zeitschriften und äußerte sich u. a. in Briefen an Carl Schmitt antisemitisch. Zu seiner Münchner Studienzeit kam er durch die Lektüre der Verfassungslehre erstmals in Berührung mit Carl Schmitt. Dieser wurde später in Köln sein akademischer Lehrer und Krauss folgte ihm nach einem Semester in Köln als Doktorand nach Berlin. Ein in einem Privatissimum Schmitts gehaltenes Referat verschaffte dem jungen Studenten eine Einladung in die Privatwohnung Schmitts in der Klopstockstraße.
In Berlin promovierte Krauss am 1. Februar 1935 summa cum laude bei Schmitt mit einer Arbeit über den Rechtshistoriker und Kirchenrechtler Rudolph Sohm. Schmitt hatte als „hochschulpolitischen Präzedenzfall“ eine umfängliche öffentliche Disputation zum Thema „Rechtsstaat“ veranlasst. Opponent bei dieser war Otto von Schweinichen, ein Schüler Schmitts und Carl August Emges. Nach der erfolgten Promotion wechselte Krauss zurück nach Köln und begann dort sein Referendariat. Krauss beantragte am 16. Oktober 1937 die Aufnahme in die NSDAP und wurde rückwirkend zum 1. Mai desselben Jahres aufgenommen (Mitgliedsnummer 5.305.474), er schloss sich auch der SA an. Am 7. Februar 1939 bestand er die Große juristische Staatsprüfung vor der Prüfungsstelle Düsseldorf des Reichsjustizprüfungsamtes.
Ab dem Frühjahr 1936 war Krauss als Referent und somit Mitarbeiter Schmitts in der Reichsgeschäftsstelle des Nationalsozialistischen Rechtswahrerbundes tätig. Anders als in der Literatur häufig angegeben, war Krauss jedoch nie als wissenschaftlicher Assistent Schmitts tätig. Krauss unterstützte Schmitt insbesondere bei der Anfertigung des Typoskripts von dessen Werken Über die drei Arten des rechtswissenschaftlichen Denkens und Nomos der Erde. Als Schmitt, der zwischenzeitlich in das Visier des Sicherheitsdienstes geraten war, in Folge der Veröffentlichung eines von Krauss verfassten verteidigenden Artikels, publizistisch stark angegriffen wurde, bat Krauss um seine Entlassung. Der Kontakt zu Schmitt brach daraufhin bis Kriegsende ab. Am 14. Februar 1940 wurde Krauss in den Anwärterdienst für Notare aufgenommen. Daraufhin vertrat er mehrere Notariate, u. a. in Posen und Gnesen. Krauss kämpfte im Spanischen Bürgerkrieg sowie im Zweiten Weltkrieg an der Ostfront als Funktruppführer. Er geriet in sowjetische Kriegsgefangenschaft, aus der er im Herbst 1945 entlassen wurde.
Nach Kriegsende war Krauss als Notar in Köln tätig, fand aber – obwohl zwischenzeitlich CDU-Mitglied geworden – in der Bundesrepublik keine geistige und politische Heimat. Er strebte eine akademische Karriere an und plante eine Habilitation an der Universität Bonn mit einer Arbeit zu dem Thema Homo homini homo. Zwölf Kapitel zur Relectio de Indis des Francisco de Vitoria. Vorübergehend hielt er Vorlesungen über Staatsrecht an der Mittelrheinischen Verwaltungs- und Wirtschaftsakademie in Bonn und war später Dozent an der Verwaltungs- und Wirtschaftsakademie in Oberhausen. Krauss wurde führendes Mitglied eines Vereines zur Wiedereinführung der Todesstrafe und trat der Freien Sozialistischen Volks-Partei, einer rechten Splitterpartei, bei. Als Notar vertrat er u. a. Edda Göring, die die Rückgabe eines früher im Besitz ihres Vaters befindlichen Cranach-Bildes von der Stadt Köln verlangte. 1947/48 erneuerte sich der Kontakt zwischen Krauss und Carl Schmitt. In Folge wirkte Krauss maßgeblich beim Aufbau des Vereines Academia Moralis mit, der zur Unterstützung des finanziell in Bedrängnis geratenen Schmitt von dessen Schülern und Freunden gegründet wurde. Carl Schmitt setzte Krauss im November 1965 als Testamentsvollstrecker ein, dieses Verhältnis wurde jedoch einvernehmlich im Jahr 1972 wieder beendet. Krauss trat nach 1945 nur noch vereinzelt publizistisch hervor, besonders hervorzuheben sind die von ihm verfassten Erinnerungen an Carl Schmitt in sechs Teilen, welche biographisch wertvolle Zeitzeugenberichte für das Leben Carl Schmitts zu Beginn der 1930er-Jahre darstellen.
Krauss war ein Schwager des Kirchenrechtlers Heinrich Flatten. Mit dem irrtümlich von der SS ermordeten Theaterkritiker Willi Schmid war Krauss während seiner Zeit in München befreundet.

## Schriften
- Der Rechtsbegriff des Rechts. Eine Untersuchung des positivistischen Rechtsbegriffs im besonderen Hinblick auf das rechtswissenschaftliche Denken Rudolph Sohms. (Dissertation), Hanseatische Verlagsanstalt, Hamburg 1935.
- mit Otto von Schweinichen: Disputation über den Rechtsstaat. Hanseatische Verlagsanstalt, Hamburg 1935.
- Die totalitäre Staatsidee. In: Die Neue Ordnung Jg. 3, 1949, S. 494–508, online.
- Die Verfassung Deutschlands 1945–1954. In: Die Öffentliche Verwaltung 19–20/1954, S. 579–583.
- Staatsrecht des Bundes und der Länder. Sozialwissenschaftlicher Verlag, Essen 1956.
- Die Gewaltengliederung bei Montesquieu. In: Hans Barion (Hrsg.): Festschrift für Carl Schmitt. Zum 70. Geburtstag dargebracht von Freunden und Schülern. Duncker & Humblot, Berlin 1959, ISBN 3-428-07977-9, S. 103–123.
- Erinnerungen an Carl Schmitt. (Teil 1) In: Criticón Jg. 16, Nr. 95, S. 127–130.
- Erinnerungen an Carl Schmitt. (Teil 2) In: Criticón Jg. 16, Nr. 96, S. 180–184.
- Erinnerungen an Carl Schmitt. (Teil 3) In: Piet Tommissen (Hrsg.): Schmittiana I, Duncker & Humblot, Berlin 1988, S. 55–69.
- Erinnerungen an Carl Schmitt. (Teil 4 + 5) In: Piet Tommissen (Hrsg.): Schmittiana II, Eclectica, Brüssel 1990, ISBN 3-527-17715-9, S. 72–111.
- Erinnerungen an Carl Schmitt. Nachträge. In: Piet Tommissen (Hrsg.): Schmittiana III, Eclectica, Brüssel 1991, ISBN 3-527-17728-0, S. 45–51